# Videocamp
Videocamp (estilizado:VIDEOCAMP) é uma plataforma online de filmes criada em 2015 com o objetivo de democratizar o acesso à cultura. A plataforma permite que exibidores apresente filmes ao público de forma gratuita. Até dezembro de 2019 realizou mais de 40 mil sessões, em mais de 117 países, com um público de mais de 1 milhão de pessoas.

## História

### 2015-2019
A Videocamp foi criada em 2015 pela produtora Maria Farinha junto ao Instituto Alana com objetivo de divulgar filmes e também provocar diferentes reflexões no espectador. A ideia de criar a plataforma surgiu, de acordo com Luana Lobo, sócia da Maria Farinha Filmes, após ser notada a dificuldade de distribuição no mercado de  filmes brasileiros como Muito Além do Peso (dirigido por Estela Renner) que tinha de competir com o público dos blockbusters.
Inicialmente, a produtora começou a fazer a distribuição dos filmes de forma "híbrida", onde são conectadaa as plataformas tradicionais de cinema com lançamentos online em plataformas como Netflix, PlayTv, dentre outras. Como muitas das cidades brasileiras não tem cinemas, passou a ser permitido que o público organizasse as exibições. Quando um filme não entrava em cartaz em uma determinada cidade, a pessoa entrava em contato com a produtora Maria Farinha que organizava as exibições gratuitas, que acabavam por ser a divulgação do filme.
Segundo Luana Lobo, "uma exibição pode ser 50 pessoas que se reúnem em um lugar e essas pessoas saem dali falando daquele conteúdo – e é assim que vai replicando. Percebemos que as vendas, por exemplo, do Tarja Branca no iTunes, no NET NOW e nas plataformas VOD dobraram depois que começaram essas exibições públicas gratuitas".
Devido as exibições públicas de filmes a produtora Maria Farinha conseguiu obter mais recursos para mais lançamento s, já que a plataforma permite saber qual tipo de público se interessa por cada tipo título, como os documentários: "Todo mundo tem essa sensação de que no cinema o documentário dá uma audiência muito diferente do que a ficção. Só que você consegue mostrar que, em outras áreas, o documentário pode ter um impacto maior, se for usada uma distribuição mais híbrida, com várias frentes juntas e aí você ganha valor".
Um dos documentários lançados foi O Começo da Vida (dirigido por Estela Renner), que foi exibido nos cinemas e no Videocamp, permitindo que 142 mil pessoas em 5 mil sessões ao redor do mundo.
Em 2017 a plataforma participou de uma palestra no festival de cinema South by Southwest – (SXSW). Ainda em 2017, iniciou uma parceria com o Ecocinema para promover sessões de filmes em comunidades remotas do Brasil e da América Latina, e também apresentou junto com a Coca-Cola um edital para produção de filmes no valor de um milhão de reais. No ano seguinte, iniciou uma parceria com produtora Giros para exibir alguns documentários gratuitamente. Em julho de 2019 foi apresentado como um dos exibidores parceiros da "Sessão Vitrine", produzida pela Vitrine Filmes.

### 2020-presente
Devido a pandemia de COVID-19 no Brasil, em 2020 foram liberados uma série de títulos na plataforma após serem feitas parceiras com as produtoras dos filmes. No mesmo ano, foi apresentada a 1ª Edição da Mostra CineFlecha.

## Alguns dos títulos lançados
- 2017: Mãe Só Há Uma, dirigido por Anna Muylaert[14]